# Радіоспектроскопія
Радіоспектроскопія (рос. радиоспектроскопия, англ. radiospectroscopy, нім. Radiospektroskopie f) — розділ фізики, в якому вивчаються спектри випромінювання й поглинання речовиною електромагнітних хвиль у діапазоні від сотень Гц до 300 ГГц. До Р. належать методи електронного парамагнітного резонансу (ЕПР), ядерного магнітного резонансу (ЯМР), циклотронного резонансу та ін.
Методи Р. застосовують для вивчення структури речовини (твердих, рідких і газоподібних тіл), окремих молекул, моментів атомних ядер, при якісному аналізі речовини, вимірюванні магнітних полів, створенні стандартів чистоти тощо.